# PGC 6430
LEDA/PGC 6430, auch ESO 245-5 genannt, ist eine irreguläre Zwerggalaxie vom Hubble-Typ IBm im Sternbild Phönix am Südsternhimmel. Sie ist schätzungsweise 14 Millionen Lichtjahre von der Milchstraße entfernt und hat einen Durchmesser von etwa 15.000 Lichtjahren.